# 堀井泰蔵
堀井 泰蔵（ほりい たいぞう、1964年〈昭和39年〉12月28日 - ）は、日本の陸上自衛官。第8師団長を経て、第36代中部方面総監。

## 経歴
秋田県鷹巣町（現・北秋田市）出身。1987年（昭和62年）3月、二松学舎大学文学部国文学科卒業。翌年陸上自衛隊に入隊し、陸上自衛隊幹部候補生学校入校。1佐までの職種は普通科。第12普通科連隊長、第1施設団長、第5旅団長などを歴任し、2019年（令和元年）8月23日、陸将に昇任、第8師団長に就任した。
2021年（令和3年）12月22日、中部方面総監に就任。統率方針は「部隊を強く、隊員を幸せに」、要望事項は「安全・健全」。
2024年（令和6年）1月2日、前日に発生した令和6年能登半島地震を受け、統合任務部隊の長に任命された。
2024年（令和6年）3月28日、退官。

## 略歴
出典 
- 1964年（昭和39年）12月28日：秋田県にて誕生。
- 1987年（昭和62年）3月：二松学舎大学文学部国文学科卒業。
- 1988年（昭和63年）3月：陸上自衛隊入隊。陸上自衛隊幹部候補生学校入校（第69期幹部候補生）
- 2002年（平成14年）7月：2等陸佐。
- 2007年（平成19年）
  - 1月：1等陸佐。
  - 3月：陸上自衛隊幹部学校付（入校:陸上自衛隊幹部高級課程）
  - 4月：富士学校主任教官。
  - 8月：陸上幕僚監部装備部装備計画課後方計画班長。
- 2010年（平成22年）7月26日：第12普通科連隊長兼国分駐屯地司令。
- 2012年（平成24年）1月31日：陸上幕僚監部運用支援・情報部運用支援課長。
- 2013年（平成25年）8月：陸将補に昇任、中央即応集団副司令官。
- 2014年（平成26年）12月19日：第1施設団長兼古河駐屯地司令。
- 2016年（平成28年）3月23日：中部方面総監部幕僚副長。
- 2017年（平成29年）8月1日：第5旅団長。
- 2019年（令和元年）8月23日：陸将に昇任、第8師団長。
- 2021年（令和03年）12月22日：中部方面総監。
- 2024年（令和  6年）3月28日：退官